# Теумин, Яков Абрамович
Яков Абрамович Теумин (1895 год, дер. Карповичи, Речицкий уезд, Минская губерния, Российская империя — 29 июля 1938, Бутово-Коммунарка, Московская область, РСФСР) — советский государственный деятель, председатель Пермского окрисполкома (1927—1928).

## Биография
Родился в семье служащего.
Член РКП(б) с 1919 г. Учился в Психоневрологическом институте в Санкт-Петербурге, затем на медицинском факультете Московского университета. о время обучения в гимназии и высших учебных заведениях жил на средства от репетиторства и педагогической деятельности.
- 1918—1919 гг. — начальник рабоче-крестьянской милиции,
- 1919—1920 гг. — заведующий Екатеринбургским уездно-городским отделом управления,
- 1920—1921 гг. — председатель исполнительного комитета Екатеринбургского уездно-городского Совета,
- 1920—1921 гг. — заведующий отделом труда Екатеринбургского губернского исполнительного комитета Совета рабочих, крестьянских и красноармейских депутатов,
- 1921—1923 гг. — председатель Екатеринбургского губернского Экономического Совещания,
- 1923—1924 гг. — секретарь исполнительного комитета Уральского областного Совета,
- 1924—1927 гг. — заведующий Уральским областным финансовым отделом,
- 1927—1928 гг. — председатель исполнительного комитета Пермского окружного Совета.

Затем работал в аппаратах наркоматов финансов и путей сообщения СССР, в 1938 г. — начальник Планово-экономического отдела Народного комиссариата путей сообщения СССР.
В мае 1938 г. был арестован, 29 июля — приговорен Военной коллегией Верховного суда СССР по обвинению в участии в контрреволюционной террористической организациик высшей мере наказания. В тот же день расстрелян в Бутово-Коммунарка.
В октябре 1956 г. Военной коллегией Верховного суда СССР был посмертно реабилитирован.